# Козія (Мехедінць)
Козія (рум. Cozia) — село у повіті Мехедінць в Румунії. Входить до складу комуни Прістол.
Село розташоване на відстані 270 км на захід від Бухареста, 46 км на південь від Дробета-Турну-Северина, 88 км на захід від Крайови.

## Населення
За даними перепису населення 2002 року у селі проживали 677 осіб, усі — румуни. Усі жителі села рідною мовою назвали румунську.